# Eurybregma sparsa
Eurybregma sparsa är en insektsart som beskrevs av Logvinenko 1970. Eurybregma sparsa ingår i släktet Eurybregma och familjen sporrstritar.
Artens utbredningsområde är Azerbajdzjan. Inga underarter finns listade i Catalogue of Life.